# Спинк
Спинк (англ. Spink; ирл. An Spinc) — деревня в Ирландии, находится в графстве Лиишь (провинция Ленстер), в нескольких километрах к северу от границы графства Килкенни. Деревня расположена около региональной трассы R430. В деревне базируется команда по гэльскому футболу Spink GAA.